# القوات الجوية البولندية
القوات الجوية البولندية هي القوات الرسمية التي تحمي بولندا والمسؤولة عن الدفاع عن المجال الجوي لبولندا وحمايتها من أي هجوم وتقديم الدعم الجوي واللوجستي للقوات البرية. وتسعى بولندا لتحديث ترسانتها الجوية عبر ابرام بعض الصفقات مع الدول الكبرى. وقد شاركت القوات الجوي البولندية في عدة حروب ومنها الحرب العالمية الثانية وحرب البلقان.